# ヴァヴェル城のタペストリー

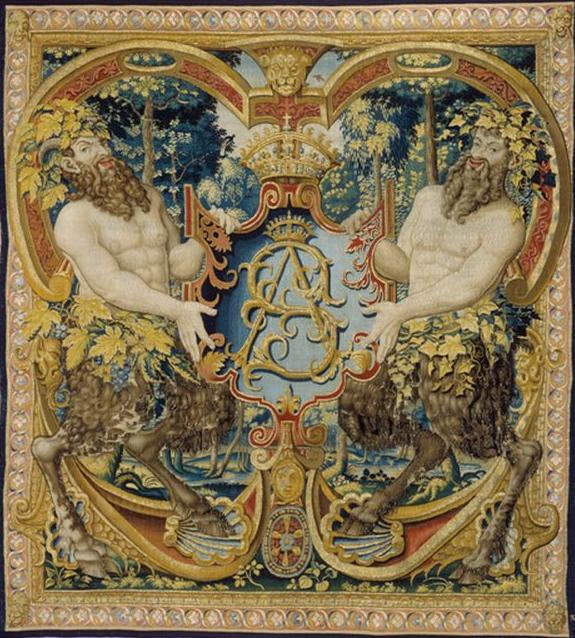
Tapestry with shield-bearing satyrs and monogram SA of king Sigismund Augustus, ca. 1555.

ヴァヴェル城のタペストリー（ヴァヴェルじょうのタペストリー）は、ヤギェウォ朝により収集された、オランダとフランドルで製織されたタペストリー群である。収集の目的は、王室の住居「ヴァヴェル城」の内部を飾ることにある。このタペストリー群は、365枚ものタペストリーで構成されている。ヴァヴェルのアラス織り（Wawel arrasses）とも呼ばれる。これは、同城の博物館所蔵品の大部分を占める。フランスのアラスの街は、16世紀初頭において、この種の壁面装飾の大きな中心地であった。このコレクションは、ジグムント二世の意向に沿って、ポーランド王室の象徴となった。以下、特に記述のない限りにおいては、これらタペストリー群を、「同作品群」と呼称する。 

## 歴史的背景と同作品群の詳細

### タペストリーの収集経緯
コレクションの、最初のタペストリーは、女王ボナ・スフォルツァの、結婚式の持参品としてもたらされた。その後、1526年と1533年には、ジグムント一世が、アントウェルペンやブルッヘで織られたそれを、108枚注文した。しかしながら、タペストリーのほとんどは、ジグムント二世により製作を依頼されていたのであって、これらはブリュッセルの職人、ウィリアム・ジャン＝ド＝ケンペナー両名によるものであったと、Jan van Tieghem氏およびNicolas Leyniers（1550-1565）氏はいう。
当初、同コレクションのうち、約170のタペストリーがあった。それらのうち、文字「SA」と刺繍した84の白黒のものがあった。また、8のタペストリーは、ジグムント一世がマクシミリアン一世から贈られたものである。残りのタペストリーは、異国の代表団らから贈られたものである。
贈り物には、1560年代に製作され、ポーランド王国章が刺繍されているもの1つ、コルツァック紋章の隣に文字「CKCH（Christophorus Krupski Capitaneus Horodloの頭文字）」が刺繍され、詩文「SCABELLVM PEDVM TVORVM（the footstool under your feet, Psalm 110, A Psalm of David）」が施されたもの、Krzysztof Krupskiからの贈り物等が含まれる。 

### タペストリーの公開
タペストリーは、はじめ、ジグムント王とオーストリアのキャサリンの結婚式の間、公開されていた。今日に至るまでで、現存するコレクション約138枚のうち、約30が公開された。 

### 同作品群の概要
同作品群は壁の大きさにぴったり合っており、そのうちいくらかは、5×9メートル（5.47×9.84ヤード）の大きさである。
タペストリーは、毛、絹、そして金の撚糸で作られている。また、1センチメートル当たり約8から10本の密度で、縦糸が織り込まれている。 

### 描写される状景

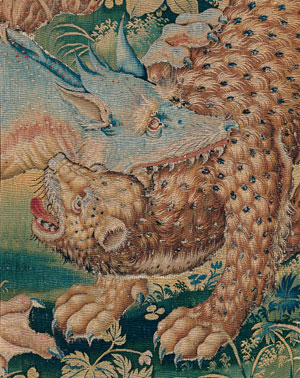
Verdure Dragon fighting with a panther (detail), design by the circle of Pieter Coecke van Aelst.

同作品群中には、以下の描写が表現されている。 

#### 聖書の状景
「創世記」、「バベルの塔」（ヴァヴェル城博物館の所蔵番号は1-18）、「出エジプト記」、「サムエル記」、「ダニエル記」の一場面に基づいて、Michiel Coxieによってデザインされたという。聖書の状景は、コルネリス・フロリス・デ・フリーントやコルネリス・ボスの周辺の画家集団の、多くの無名の画家によるものである。

#### 神話の状景
「トロイア戦争」、「キュロス2世の軍事征伐」、「ローマ建国神話」、スキピオ・アフリカヌスの伝記、ハンニバルの伝記、ユリウス・カエサルの伝記、そしてアウグストゥスの伝記の状景を描いたものである。

#### 風景および動物の状景
これら（ヴァヴェル城博物館所蔵番号は19-78）は、ピーテル・クック・ファン・アールスト周辺の画家らによって、1560年頃に、デザインされたという。

#### ポーランドおよびリトアニアの武器又は公章若しくは凄惨な状景
ポーランド又はリトアニアの公的紋章とともに描かれるこれらの状景（ヴァヴェル城博物館所蔵番号79-134/2）は、1560年頃に、コルネリス・フロリス・デ・フリーントやコルネリス・ボスによって作られたという。3つのグロテスクな状景を描いたものは、コルネリス・ボスの絵が基となっている。
聖書の情景を表したタペストリーについては、同城の2階の一室に展示されており、動物を表現したタペストリーやグロテスクな描写のタペストリーについては、同じ階に展示される。これらは、一支配者によって収集されたタペストリーの最大のコレクションである。 最後のヤギェウォ王の意思に基づき、フランドルのアラス織りは、金など、より単純なものとして一緒に王の三人の姉妹に与えられ、死後、国庫の財産となった。連邦の公益に役立つものとして連邦の保護下にある国庫の財産となったのであって、国会の採決をもとに、「将来の国王の私的利益のため」にはならなかった。

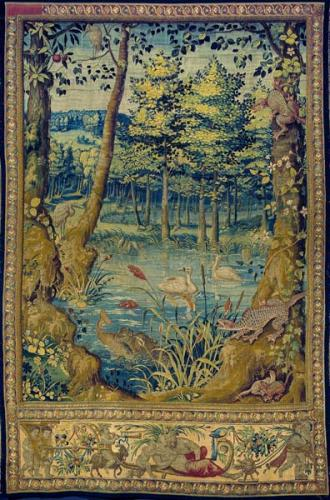
Verdure An otter with a fish in its mouth, Jan van Tieghem's workshop, 1555年頃.

残念なことに、同王の明確でない遺志は、王と貴族らの間において、タペストリーの所有権に対する数多の紛争の原因となった。同作品群全体は、僅かな期間、すなわち1572年までは、ティコチン城において保管されていた。そして、王の姉妹は、同作品群を、クラクフ、ニエポウォミツェ、ワルシャワ、ビリニュスとフロドナで姉妹らの住居の間に散在させ、さらにはスウェーデンにいくつか送った。アンナ・ヤギェウォによって、ストックホルムの、彼女の妹のキャサリン（ジグムントの母親）に送られた30枚は、ジグムント3世によって持ち帰られた。 1633年に、モーゼの物語の場面タペストリーの3枚は、ヴワディスワフ4世によって、イェジ・オッソリンスキによって、ウルバヌス8世は王の代理として、公開された。大洪水の情景を描くものは、イェジ・セバスティアン・ルボミルスキのSpišの所有地内で隠されていた。次の年に、ヤン2世は、議会の同意なしに、グダニスク、ヤン・グラッタの商人に、157枚ものタペストリーを貸し付けた。彼の退位後の生涯の資金をつくるために、王はまた、いくつかのタペストリーをフランスに持ち帰った。これは、貴族の反感を買い、ついぞ王の借金は、1724年まで返済されなかった。議会は、ワルシャワのカルメル会修道院に、保管のためタペストリーを提出した。王の晩期において、タペストリーは、1764年の、スタニスワフ・アウグスト・ポニャトフスキの戴冠式の間、展示された。新古典主義建築によるワルシャワ城の大規模な再建ののち、王は、フランスで新しいタペストリーを注文し、ヤギェウォのコレクションは、財務委員会の建物の中に、まかれて保管された。スタニスワフ・アウグスト・ポニャトフスキの治世の間に記された目録によると、約156ものアラス織があったという。1795年、第三次ポーランド分割ののち、タペストリーやその他物品は、アレクサンドル・スヴォーロフによって、ロシアに持ち込まれた。

Paradise Bliss, Jan de Kempeneer's workshop, ca. 1550.

ポーランド政府が、ソ連からの独立を奪還した1922年から1924年の間に、137枚は管理されていた。タペストリーは、冬宮殿とガッチナ宮殿の壁にフィットするようにカットされ、またそれらは、家具類に馴染むように使用された。それらのいくつかは、その起源を特定することなく、さまざまな博物館で展示された。ソ連は、タペストリーが、ポーランドの借金と等価値であると主張した。第二次世界大戦が1939年に勃発したときには、ヴァヴェル城に格納されたタペストリーは、カナダからルーマニア、フランスとイギリスを通って輸送された。最終的に、ポーランド人民共和国に、1960年代、15年間にわたる交渉の末、変換された。同作品群は、この長い旅から戻って来た1961年に、ジグムントベルと、クラクフ市民によって、迎えられた。今日、137枚のタペストリーは、ヴァヴェル城によって所有されている（これらの一部はワルシャワ王宮にて展示されている）。大洪水以前の人間の堕落の様を描くものは、ソ連からの贈り物として1977年にポーランドに戻り、1950年代のアンティーク市場に登場し、一部はアムステルダム国立美術館内にあり、また一部は行方不明である。今日、ヴァヴェル城を所有している136枚は、ヨーロッパで最も優れたタペストリーコレクションとなっている。